# Шешонк V
Шешонк V (Akheperre Shoshenq), е фараон от либийската 22-ра династия през Трети преходен период на Древен Египет. Управлява в част от Долен Египет със столица в Танис между 780/778/7 – 743/1/0 г. пр.н.е., или през 774 – 736/5 г. пр.н.е., или 767 – 730 г. пр.н.е., най-късно до 725 г. пр.н.е.

## Произход и управление
Син и наследник на фараона Пами (Памиу), Шешонк V управлява в продължение на 38 години територии в района на Делтата в Долен Египет, разединен под властта на различни местни владетели от либийско-берберски произход. Към края на управлението му, неговите владения са ограничени само до Бубастис и Танис. В този период нубийците започват настъпление към Горен Египет, управляван от успоредната 23-та династия, завземат град Тива и основават 25-а династия.
След смъртта на Шешонк V за неговото наследяване като фараон в Долен Египет претендират Педубаст II, Иупут II и Тефнахт I от Саис (24-та династия). Неговият вероятен приемник Осоркон IV е последният фараон причисляван към 22-ра династия.